# لرته
شهر لرته (به آلمانی: Lehrte) در ایالت نیدرزاکسن در کشور آلمان واقع شده‌است.